# 무니시팔 그레시아
무니시팔 그레시아(스페인어: Municipal Grecia)는 코스타리카의 그레시아를 연고로 하는 프로 축구 클럽이다.

## 선수 명단

### 현역
참고: FIFA 자격 규정에 따라 소속된 국가대표팀 국기를 표시합니다. 선수는 복수의 FIFA 비회원국 국적을 가지고 있을 수 있습니다.
| 번호 | 포지션 | 국적       | 이름            |
| ---- | ------ | ---------- | --------------- |
| 5    | DF     | 코스타리카 | 케너 구티에레즈 |

| 번호 | 포지션 | 국적     | 이름              |
| ---- | ------ | -------- | ----------------- |
| 50   | GK     | 니카라과 | 랜달 아귀나가     |
| -    | FW     |          | 알베르토 알바라도 |